# Ronald Vale

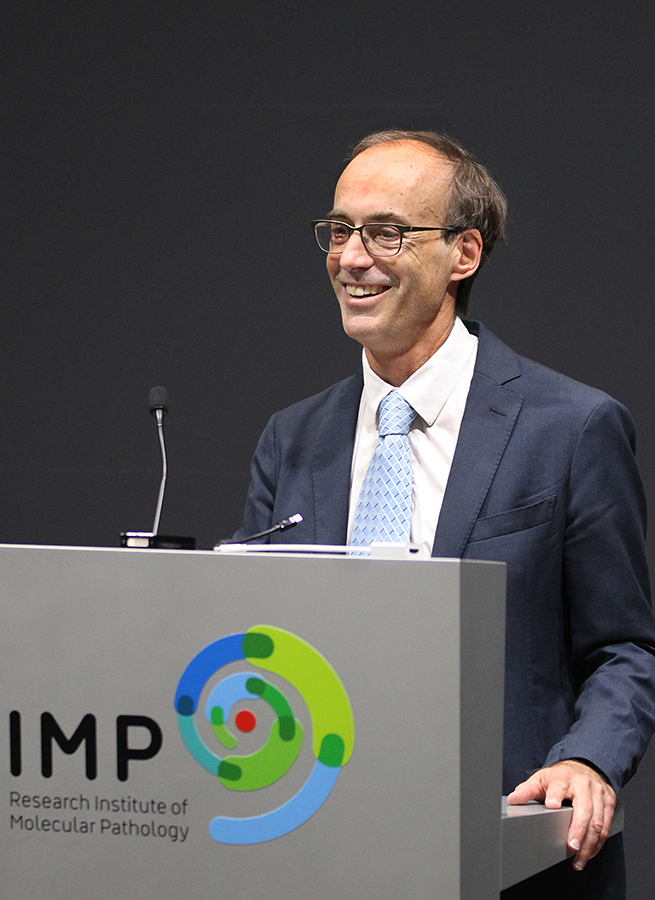
Ronald Vale, 2018

Ronald David Vale (* 1959 in Hollywood, Kalifornien) ist ein US-amerikanischer Zellbiologe an der University of California, San Francisco.

## Leben
Ronald Vale ist der Sohn des Jakob Hermann, genannt Heini, der im April 1916 in Wien geboren wurde und vor dem Zweiten Weltkrieg nach Los Angeles auswanderte. Sein Vater heiratete 1944 Evelyn Wahle und nannte sich als Buchautor Eugene Vale. Jakob Hermann war der Sohn des Chiel Weissmann und der Halbbruder von Charles Weissmann.
Vale erwarb 1980 an der University of California, Santa Barbara einen Bachelor in Biologie und Chemie und 1985 an der Stanford University einen Ph.D. in Neurowissenschaften. Als Postdoktorand arbeitete er im neurobiologischen Labor der National Institutes of Health am Marine Biological Laboratory in Woods Hole, Massachusetts. Seit 1986 ist er Professor für Zellbiologie an der University of California, San Francisco, zunächst als Assistant Professor, seit 1992 als Associate Professor, seit 1994 als ordentlicher Professor, seit 1998 zusätzlich für Anästhesie. Seit 1995 forscht Vale zusätzlich für das Howard Hughes Medical Institute (HHMI). Seit 2004 ist er Ordinarius für zelluläre und molekulare Pharmakologie an der University of California, San Francisco.
Seit 2020 ist Vale Direktor des Janelia-Forschungscampus des HHMI in Ashburn, Virginia, und einer der Vizepräsidenten des HHMI.

## Wirken
Vale entdeckte das erste Protein aus der vielköpfigen Familie der Kinesine. Er konnte durch innovative Anwendung von Methoden der Biochemie, Mutagenese und Strukturbiologie wesentlich zum Verständnis der intrazellulären Motoren beitragen, die Organellen bewegen und die notwendigen Bewegungen für entscheidende Zellfunktionen wie Zellentwicklung und Zellteilung hervorrufen.

## Auszeichnungen (Auswahl)
- 1991 Pfizer Award in Enzyme Chemistry[6]
- 2001 Mitgliedschaft in der National Academy of Sciences
- 2002 Mitgliedschaft in der American Academy of Arts and Sciences[1]
- 2009 Keith R. Porter Lecture[7]
- 2012 Präsident der American Society for Cell Biology (ASCB)[8]
- 2012 Wiley Prize in Biomedical Sciences[9]
- 2012 Albert Lasker Award for Basic Medical Research[10]
- 2013 Massry-Preis
- 2017 Shaw Prize für Lebenswissenschaften und Medizin
- 2019 Canada Gairdner International Award[11]
- 2023 auswärtiges Mitglied der Royal Society